# Afsluitingsgesteente
Met afsluitingsgesteente (Engels: seal rock) wordt in de olie-industrie een laag gesteente bedoeld met een kleine permeabiliteit dat aardolie en/of aardgas niet doorlaat. Een afsluitingsgesteente houdt daardoor naar boven bewegend olie en gas tegen.
Voorbeelden van goede afsluitingsgesteenten zijn kalksteen of evaporieten, gesteenten met een zeer lage porositeit.